# خدرنق جبلي
خدرنق جبلي (الاسم العلمي: Cheiracanthium montanum) هو نوع من العناكب يتبع جنس الخدرنق من الفصيلة العناكب الكيسية.